# Avodah Zarah
Avodah Zarah (en hebreu: "culte estranger", que vol dir "idolatria" o "adoració estranya") és el nom d'un tractat del Talmud, que es troba a l'ordre de Nezikin, el quart ordre del Talmud que tracta sobre els danys. El tema principal del tractat són les lleis relatives als jueus que viuen entre els gentils, incloses les reglamentacions sobre la interacció entre els jueus i els "idòlatres" (que representaven a la majoria de la població gentil durant la redacció el Talmud), tant per allunyar als jueus de l'acte de la idolatria en totes les seves formes, així com el distanciament dels jueus de l'amenaça de l'assimilació cultural.
Degut al seu tema, el tractat Avodah Zarah probablement ha estat el tractat més controvertit del Talmud, i històricament ha estat objecte de crítiques per part de l'Església Cristiana. Els cristians veuen la polèmica del tractat com dirigida contra ells, representat-los com idòlatres i immorals. L'actitud jueva ortodoxa tradicional ha estat que el tractat va ser escrit en temps de la persecució romana, i que això és el que generalment s'entén per "idolatria" en el tractat.
La col·locació del tractat en l'ordre de "danys" diu alguna cosa sobre l'actitud dels savis cap a la idolatria. En participar en la idolatria, es veu a una persona com en efecte negant la creació de Déu i causant un dany real a les forces espirituals de la creació. També té l'efecte d'eliminar l'acció de la idolatria d'una noció purament abstracta a una transgressió real, amb efectes tangibles i càstigs, juntament amb el robatori i la presa d'un fals jurament.